# 版权符号
版权符号（©）是用于标识版权的符号，其中的C是版权的英文单词的首字母。世界版权公约中对该符号的使用进行了说明。
［©］

## 数码表示
版权符号的Unicode码为U+00A9，HTML中可以用&copy;或&#169;表示。在键盘上输入可使用Alt+169，有时也用“(C)”代替。
在现代计算机系统中，正式的©符号可以由以下方法打出：
- Windows: Alt+0169[1]；
- Mac: ⌥ Option+g[2]；
- Linux: ComposeOC[3]；
- Chrome OS: Ctrl+⇧ Shift+u, a9, 然后按下 ↵ Enter 或 Space[4]。

## 版权标记
在美国，版权符号可以用于类似于“© 2011 John Smith”的标记，“2011”表示了首次出版的年份。该标志同时可见于各类电视广播和流媒体节目片尾和电脑操作系统和软件等的“关于”页面中。